# Virovac
Virovac (cyr. Вировац) – wieś w Serbii, w okręgu kolubarskim, w gminie Mionica. W 2011 roku liczyła 346 mieszkańców.